# Louisa Lawson
Louisa Lawson (nacida Albury, 17 de febrero de 1848 – 12 de agosto de 1920) fue una poeta, escritora, editora, sufragista, y feminista australiana. Fue la madre del poeta y escritor Henry Lawson.

## Biografía
Louisa Lawson nació el 17 de febrero de 1848 en la estación Guntawang cerca de Gulgong, Nueva Gales del Sur, hija de Henry Albury y Harriet Winn. Fue la segunda de doce hermanos, y como muchas niñas dejó la escuela a los 13 años de edad. El 7 de julio de 1866 contrajo matrimonio con Niels Larsen (Peter Lawson), un marinero noruego, en Mudgee (Nueva Gales del Sur). Tuvieron cuatro hijos: Henry (1867), Charles (1869), Peter (1873) y Gertrude (1877), gemela de Tegan quien murió a los 8 meses. Luisa padeció la pérdida de Tegan durante muchos años y dejó al mayor, Henry, al cuidado de los hijos más pequeños. En 1882 se mudó junto con sus hijos a Sídney donde administró pensiones.

## Directora del periódico The Republican
Lawson utilizó los ahorros provenientes de su trabajo como administradora de pensiones para adquirir acciones del periódico radical The Republican en 1887. Junto con su hijo Henry dirigieron el periódico entre 1887 y 1888, que se imprimía en una vieja imprenta en la cabaña de Louisa. The Republican convocaba a una República Australiana unida bajo "la bandera de una Australia Federada, la Gran República de los Mares del Sur". The Republican fue reemplazado por The Nationalist, pero éste duró sólo dos números.
Con las ganancias y la experiencia de haber dirigido The Republican, Lawson dirigió y publicó en mayo de 1888 The Dawn, una revista feminista que fue la primera publicación producida enteramente por mujeres que fue distribuida por toda Australia y en otros países. The Dawn tenía una fuerte perspectiva feminista y con frecuencia tocaba temas como el derecho de las mujeres al voto y a asumir funciones públicas, la educación de las mujeres, la participación de las mujeres en la economía, la violencia doméstica, y en contra del consumo de bebidas alcohólicas. The Dawn fue publicada mensualmente por 17 años (1888–1905) y llegó a emplear a 10 mujeres. Henry colaboró con poesías e historias y en 1894 The Dawn publicó su primer libro: Short Stories in Prose and Verse.
En 1904 Louisa publicó su propio libro, Dert and Do, una historia breve de 18.000 palabras. En 1905 compiló y publicó sus poesmas, The Lonely Crossing and other Poems.

## Sufragista
En 1889 Lawson fundó The Dawn Club, que se convirtió en el centro del movimiento sufragista en Sídney. En 1891 se formó la Liga de Mujeres Sufragistas de Nueva Gales del Sur para hacer campaña por el voto femenino, y Lawson le permitió usar las oficinas de Dawn para imprimir panfletos y material de campaña sin costos. Cuando las mujeres consiguieron el derecho al voto, en 1902, Lawson fue presentada a los miembros del Parlamento como "la madre del sufragio en Nueva Gales del Sur".

## Últimos años
Lawson se retiró en 1905 pero continuó escribiedo para revistas de Sídney y publicó The Lonely Crossing and Other Poems, una colección de 53 poemas. Murió el 12 de agosto de 1920 a la edad de 72 años tras una larga y dolorosa enfermedad. El 14 de agosto de 1920 fue enterrada en la sección de la Iglesia de Inglaterra del Cementerio de Rookwood.

## Selecciones de poesía (en inglés)
- "To a Bird" (1888)
- "A Dream" (1891)
- "A Birthday Wish" (1892)
- "To a Bird" (1892)
- "To My Sister" (1893)
- "Lines Written During a Night Spent in a Bush Inn" (1901)